# Gubkin
Gubkin (russisk: Гу́бкин) er en by i Belgorod oblast i den europæiske del af Den Russiske Føderation.
Gubkin ligger ved floden Oskolets, en biflod til floden Oskol. Byen blev grundlagt i 1939 . Den har et areal på 109 km2
og et indbyggertal på 83.766 (2024) indbyggere.